# Vedermotten
De vedermotten (Pterophoridae) zijn een familie van vlinders en de enige familie in de superfamilie Pterophoroidea. De soorten uit deze groep worden gekenmerkt door de diepe insnijdingen in voor- en achtervleugel. Als de vlinder rust zijn de vleugels vaak enigszins opgerold en staan ze van het lichaam af zodat er een T-vorm ontstaat. De vlinders zijn dan goed gecamoufleerd in het grasland waar ze voornamelijk voorkomen.

## Waardplanten
Bijna alle vedermotten zijn soortspecifiek op hun waardplant, dat wil zeggen dat de rupsen van de soort gebonden zijn aan slechts een voedselplant. Zo komen de rupsen van Pterophorus pentadactyla en Emmelina monodactyla alleen voor op haagwinde, is Buckleria paludum gebonden aan zonnedauw en komt Stenoptilia pneumonanthes alleen voor op klokjesgentiaan.

## Onderfamilies
- Agdistinae
- Deuterocopinae
- Macropiratinae
- Ochyroticinae
- Pterophorinae

## In Nederland waargenomen soorten
- Genus: Adaina
  - Adaina microdactyla - (Dwergvedermot)
- Genus: Agdistis
  - Agdistis adactyla
  - Agdistis bennetii - (Lamsoorvedermot)
- Genus: Amblyptilia
  - Amblyptilia acanthadactyla - (Scherphoekvedermot)
  - Amblyptilia punctidactyla - (Grijze scherphoekvedermot)
- Genus: Buckleria
  - Buckleria paludum - (Zonnedauwvedermot)
- Genus: Buszkoiana
  - Buszkoiana capnodactylus - (Chocolaatje)
- Genus: Capperia
  - Capperia britanniodactylus - (Salievedermot)
- Genus: Cnaemidophorus
  - Cnaemidophorus rhododactyla - (Rozenvedermot)
- Genus: Crombrugghia
  - Crombrugghia distans - (Streepzaadvedermot)
  - Crombrugghia laetus - (Fijntandvedermot)
- Genus: Emmelina
  - Emmelina monodactyla - (Windevedermot)
- Genus: Gillmeria
  - Gillmeria ochrodactyla - (Zandvedermot)
  - Gillmeria pallidactyla - (Lichte zandvedermot)
- Genus: Hellinsia
  - Hellinsia carphodactyla - (Donderkruidvedermot)
  - Hellinsia didactylites - (Roomkleurige vedermot)
  - Hellinsia distinctus - (Alsemvedermot)
  - Hellinsia lienigianus - (Bijvoetvedermot)
  - Hellinsia tephradactyla - (Gevlekte vedermot)
- Genus: Marasmarcha
  - Marasmarcha lunaedactyla - (Stalkruidvedermot)
- Genus: Merrifieldia
  - Merrifieldia baliodactylus - (Marjoleinvedermot)
  - Merrifieldia leucodactyla - (Tijmvedermot)
- Genus: Oidaematophorus
  - Oidaematophorus lithodactyla - (Pluimpjesvedermot)
- Genus: Oxyptilus
  - Oxyptilus chrysodactyla - (Havikskruidvedermot)
  - Oxyptilus parvidactyla - (Fraaie muizenoorvedermot)
  - Oxyptilus pilosellae - (Muizenoorvedermot)
- Genus: Platyptilia
  - Platyptilia calodactyla - (Guldenroedevedermot)
  - Platyptilia farfarellus - (Kleine kruiskruidvedermot)
  - Platyptilia gonodactyla - (Hoefbladvedermot)
  - Platyptilia isodactyla - (Rivierkruiskruidmot)
  - Platyptilia nemoralis - (Moeraskruiskruidvedermot)
- Genus: Porrittia
  - Porrittia galactodactyla - (Duinvedermot)
- Genus: Pselnophorus
  - Pselnophorus heterodactyla - (Bruine vedermot)
- Genus: Pterophorus
  - Pterophorus pentadactyla - (Sneeuwwitte vedermot)
- Genus: Stenoptilia
  - Stenoptilia bipunctidactyla - (Tweevlekvedermot)
  - Stenoptilia pneumonanthes - (Gentiaanvedermot)
  - Stenoptilia pterodactyla - (Ereprijsvedermot)
  - Stenoptilia stigmatodactyla - (Schuinstipvedermot)
  - Stenoptilia zophodactylus - (Duizendguldenkruidvedermot)
- Genus: Wheeleria
  - Wheeleria spilodactylus - (Malrovevedermot)

Merrifieldia spilodactylus en Pselnophorus heterodactyla zijn in Nederland verdwenen. De sneeuwwitte vedermot of vijfvingerige vedermot (Pterophorus pentadactyla) is door zijn helder witte kleur gemakkelijk te herkennen. Het is een van de meest voorkomende vedermotten in Nederland.